# Városháza (Oslo)
Az oslói városháza (norvégul: Oslo rådhus) épülete a norvég főváros Sentrum („Központ”) kerületében, a Pipervika-öböl partján áll. Építését 1931-ben kezdték el. A második világháború kitörése és Norvégia német megszállása késleltette az építkezést. Az 1950-ben megnyitott városháza a mai Oslo egyik impozáns jelképe. Itt működik a főváros tanácsa, a főváros közigazgatási hivatala, több kulturális szervezet, képzőművészeti műhely és galéria. Nagytermében kerül sor a Nobel-békedíj ünnepélyes átadására, minden év december 10-én.

## Előzményei
Kristiania (a mai Oslo) városi elöljárósága a történelem folyamán több épületben is „lakott”. A középkori városháza a mai oslói piactéren állt, korabeli dokumentumok szerint borpincéjét a polgárok is látogathatták. Egy 1624-es tűzvész után IV. Keresztély dán király, Norvégia uralkodója újabb városháza építését rendelte el. 1641-től a Nedre Slottsgate 1. szám alatti épület szolgált városházaként, amelyet ma „régi városházának” neveznek (Gamle rådhus). Ebben az időben itt volt a város egyetlen nagyterme, ezért színházi előadásoknak is otthont adott, és magánszemélyek is bérbe vehették fogadások és vendégségek alkalmával. Az 1686-os tűzvész után istentiszteleteket is tartottak itt.
1733-ban a házat (leromlott állaga miatt) eladták, a városi elöljáróság átköltözött a Rådhusgata 7. szám alá, ez lett Kristiania „új városházája”. 1815–46 között itt volt a Legfelső Bíróság székhelye is. Az 1850-es években egy éttermi szárnnyal bővítették, 1926-ban az étterem átköltözött a főépületbe, 1996-ban leégett, de 1926-os formájában restaurálták. 1939-től a többfelé szétszórt városi közigazgatás megkezdte a fokozatos átköltözést a Pipervika-öböl partján épülő új városháza irodáiba. A „régi városháza” épületében 1997-től színház- és helytörténeti múzeum működött. 2010-ben az Oslo Város Alapítvány másik, korszerű épületbe vonta össze ezeket. A ház jövőbeli rendeltetéséről még nincs döntés.

## A mai városháza története

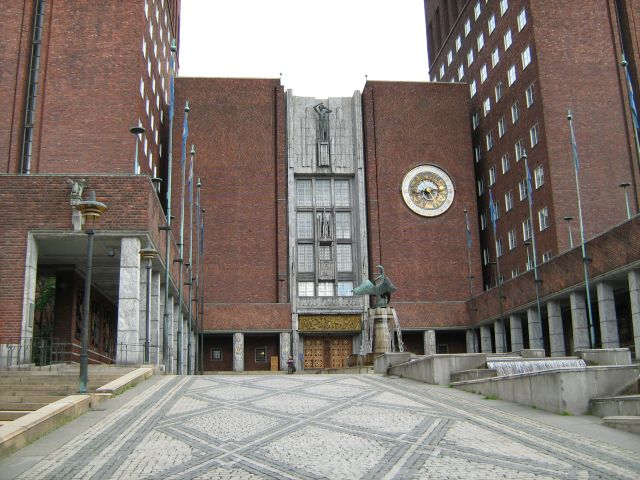
Főbejárat és a csillagóra az északi homlokzaton

1905. június 7-én a norvég parlament, a Storting kimondta az 1814 óta fennálló svéd–norvég unió felbontását. Az újra elnyert függetlenséghez azonnal méltó építészeti művet kívántak létesíteni. 1914-ben Oslo polgármestere, Hieronymus Heyerdahl adománygyűjtést kezdeményezett. Az összegyűlt pénzből építészeti tervpályázatot írtak ki, ahol két norvég építész, Arnstein Arneberg (1882–1961) és Markus Poulsson (1881–1958) pályaművét hirdették győztesnek. Ez az első terv még erősen historizáló épületet tartalmazott. Az első világháború kitörése tovább késleltette a vállalkozást. Semlegessége ellenére Norvégiának igen komoly gazdasági hátrányt okozott a német búvárhajó-háború. Az új városháza helyét a belváros déli tengerpartján, a Pipervika-öbölnél jelölték ki. Itt egy szegényes, kopott városrész volt, a Pipervika-negyed, leromlott állagú házakkal, régi hajókikötővel. A negyed házait már az 1920-as évektől kezdve folyamatosan kisajátították és lebontották, biztosítva az új épület helyigényét. A gazdasági világválság finanszírozási problémákat okozott, a beruházás tovább késett, a terveket másfél évtizeden át újra és újra módosították.
1930-ban a tervezők benyújtották a nyolcadik tervváltozatot, ennek stílusa egyfajta átmenet volt a nemzeti romantika, a funkcionalizmus és az 1930-as évek érzelmes klasszicizmusa között. Megindult a megvalósítás. Az épület alapkövét 1931 őszén helyezték el. Az elsőnek elkészült épületrészekbe már 1939-ben beköltöztették az első irodákat. Ekkor azonban kitört a második világháború, a Német Birodalom csapatai 1940 májusában megszállták Norvégiát. Az építkezés csak a háború után folytatódott.
Az új városházát 1950. május 15-én avatták fel, Oslo (Kristiania) városának 900 éves fennállásával összefüggő ünnepségek keretében. Körülötte a lebontott Pipervika-negyed helyén új háztömböket, főútvonalakat, közösségi tereket, szobrokat építettek. Az impozáns városháza előtt széles szabad tér nyílik a tengeröböl partjáig, amelyet kelet felől az Akershus kastély és erőd határol. A nyugat felől csatlakozó kikötőt, az Aker Brygge-t teljesen revitalizálták, új városnegyedek, modern bevásárló- és sportközpontok létesítésével. Az új városháza a városkép meghatározó elemévé vált, az Oslo-fjord felől hajóval érkezőknek már messziről a szemébe tűnik.

## Az épület

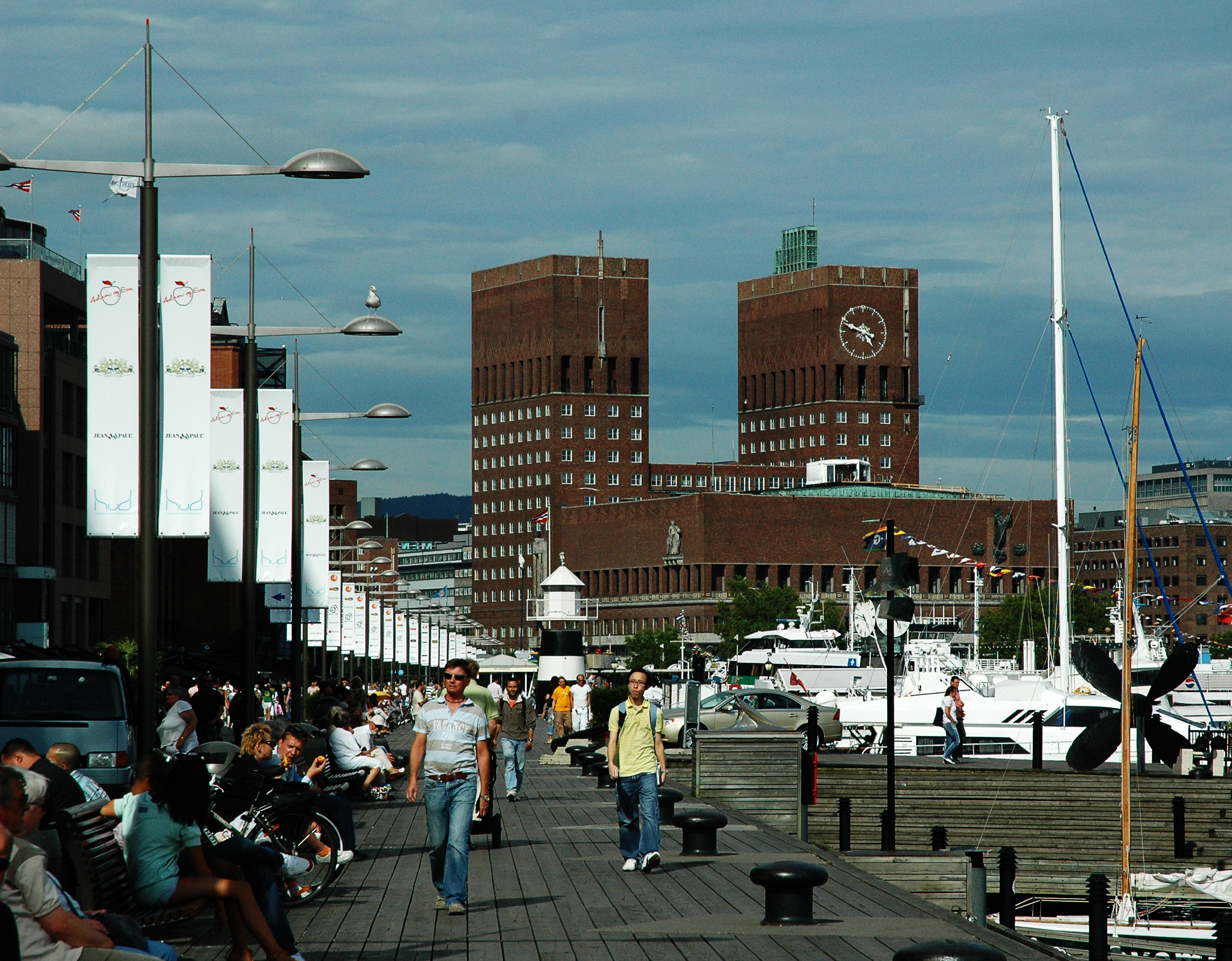
A városháza az Aker Brygge kikötő felől

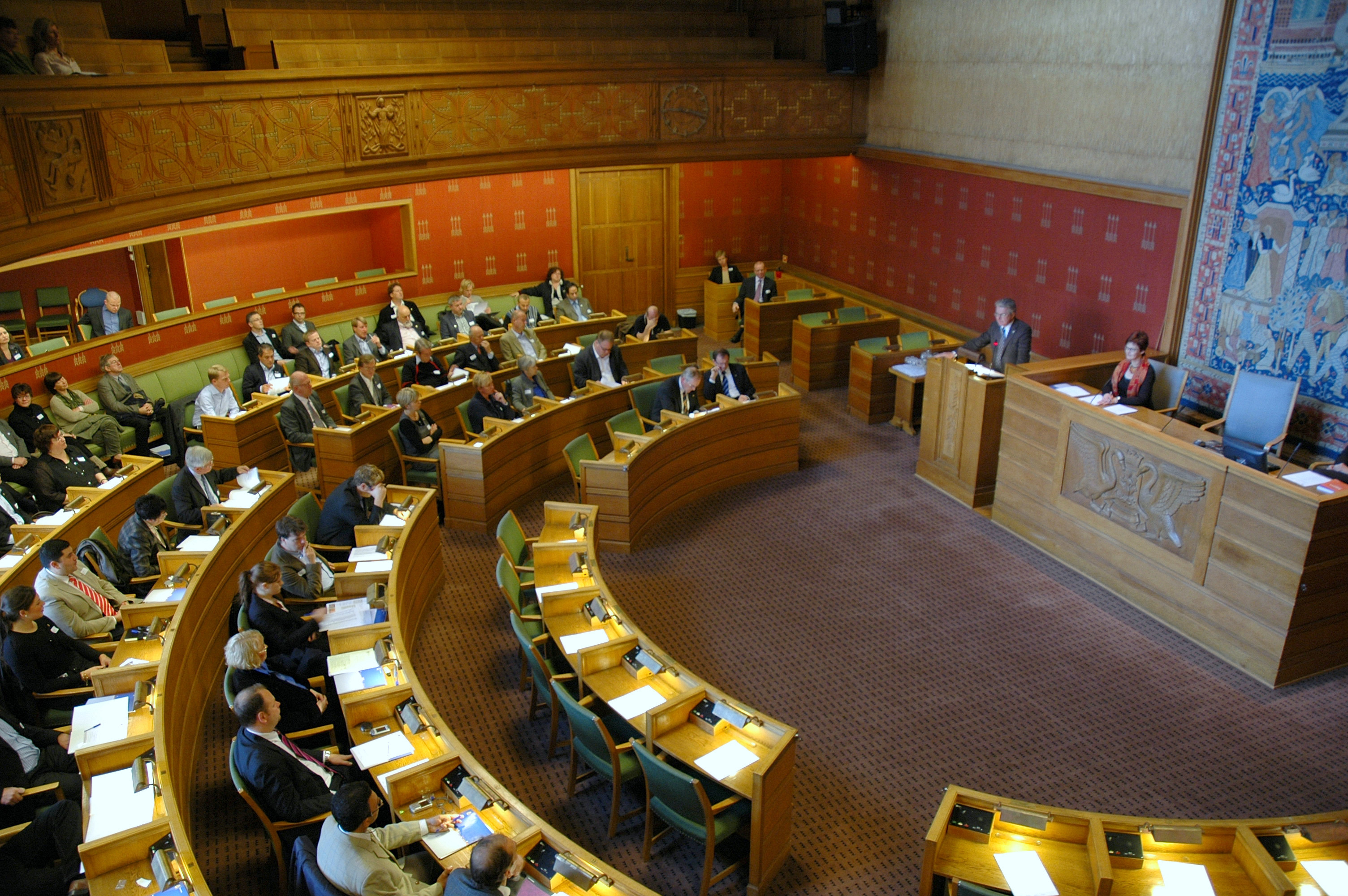
A városi tanács ülésterme

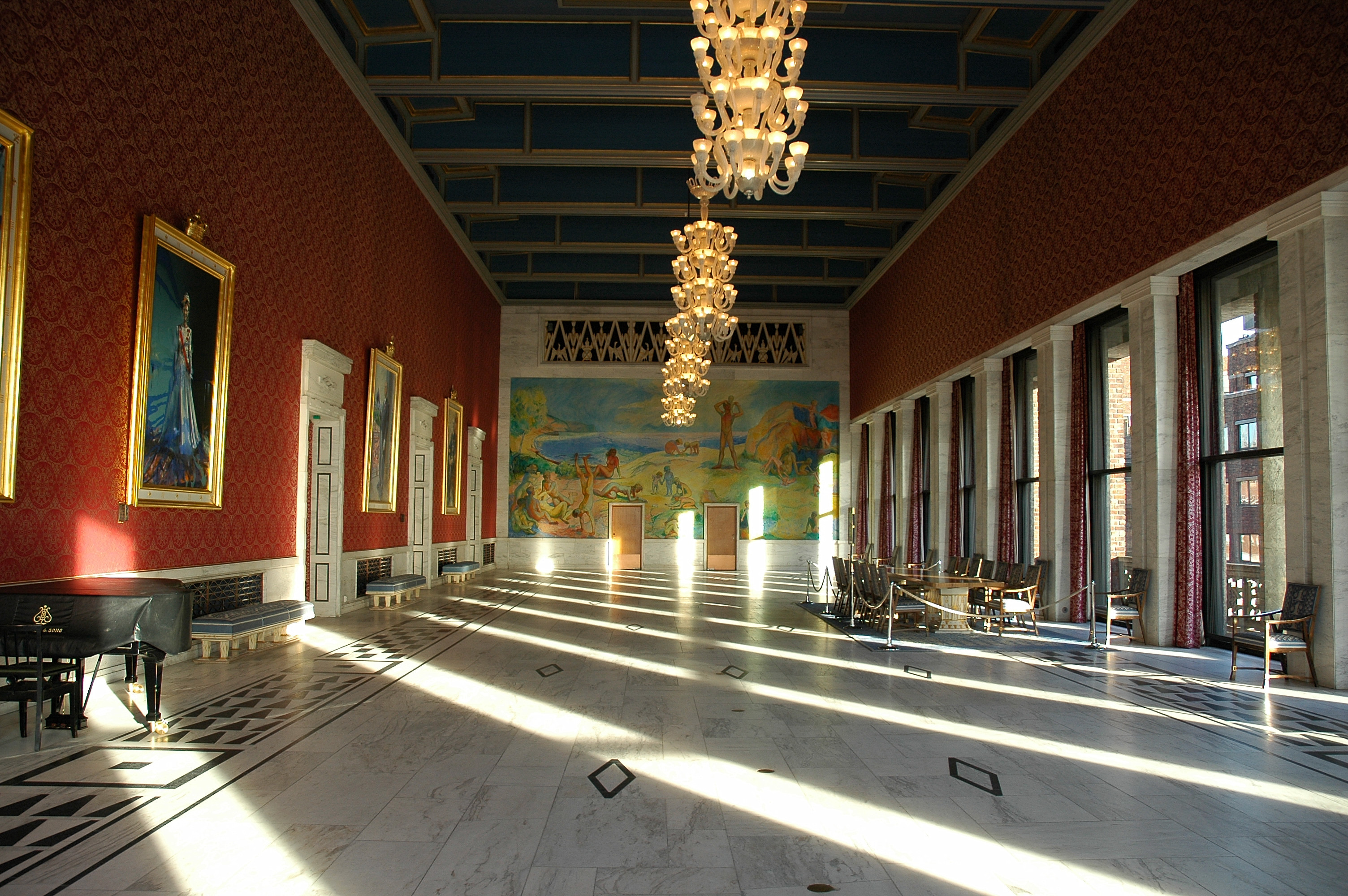
A városháza bálterme

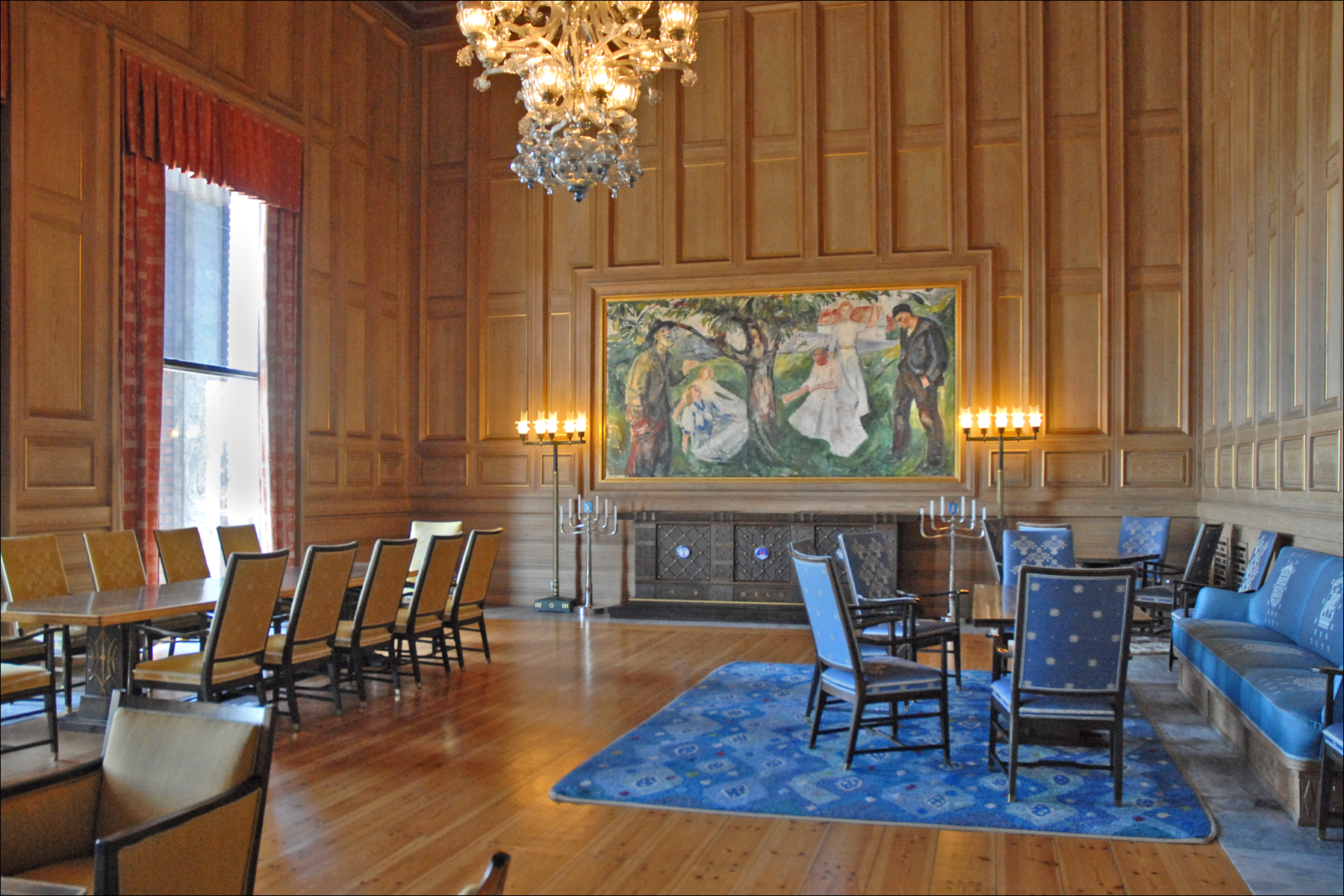
Az Edvard Munch-terem

A városháza épülete alapvetően egy négyzetes központi épülettömböt képez, ebben találhatók a városi közgyűlés ülésterme és a többféle célú dísztermek. Főbejárata az északi (a város felé néző) homlokzaton nyílik, két masszív ikertoronytól közrefogva. A főhomlokzaton egy csillagóra működik. A tornyokban irodák vannak, itt dolgozik a városi közigazgatás mintegy 450 tisztviselője. A keleti torony 66 m magas, az alacsonyabb nyugati torony 63 m magas. A két torony között 25 méter a távolság, a szűk folyosó átrepülése vállalkozó kedvű sportrepülők kockázatos (és tiltott) mutatványa. Az épület alapterülete 4560 m², a teljes hasznosított alapfelület mintegy 38 000 m². A monumentális központi díszterem (díszcsarnok) egymaga 1500 m²-es, belmagassága 20,8 méter.
Az épület a nemrég függetlenné vált norvég nemzet nagyszabású jelképének épült. Külső és belső kivitele tükrözi a 20. század első felének politikai és művészeti irányzatait. A belső berendezésre és művészi kialakításra már 1936-ban pályázatot írtak ki, amely előírta, hogy a műalkotásoknak Norvégia történelmét, kultúráját, művészetét kell bemutatnia, középpontba a norvég nép életét kell állítani, és elkészítésükhöz kizárólag norvégiai eredetű anyagokat szabad felhasználni. Henrik Sørensen ilyen témájú freskója díszíti a nagyterem fő falát. A világháborús élmények hatására újabb motívumok, a német megszállás és a nemzeti ellenállás képei is bekerültek a műalkotások közé, a nagyterem keleti falán, az Alf Rolfsen által készített freskón. A háború utáni politikai küzdelmek is visszatükröződnek a falakon: az oslói börze finanszírozta Karl Högberg „Ipar és kereskedelem” című freskóját, a kormányzó baloldali pártok követelésére egy hasonló stílusú, „Munkásmozgalom” témájú másik falfestményt rendeltek Reidar Aulietól. A díszfolyosókat Axel Revold, a fogadások és bálok termét Johan Wilhelm Midelfart alakította ki. Az Edvard Munch-ról elnevezett terem falán elhelyezték az 1944-ben elhunyt expresszionista festő egyik nagyméretű képét.
2000-ben a keleti torony tetejére harangjátékot (carillont) telepítettek, mely 49 db különféle méretű bronz harangból áll, a legkisebb darab 14 kg, a legnagyobb 4000 kg tömegű. A harangjátékot minden órában megszólaltatják. 2005 júniusában nagyszabású szavazáson Oslo 20. századi legjobb épületének választották.

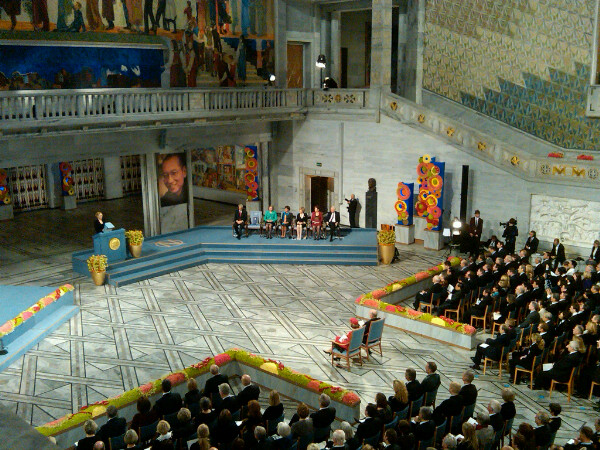
Központi nagyterem: a Nobel-békedíj átadási ünnepsége, 2010.

## Rendezvények
A Nobel-békedíj ünnepélyes átadási ceremóniájára minden év december 10-én, Alfred Nobel halálának évfordulóján az oslói városháza nagytermében kerül sor. Emellett évente több száz fogadást, koncerteket, ünnepi rendezvényeket tartanak a termekben. Polgári házasságkötéseket csak 1994-ig tartottak a városházán, ezeket azóta a közigazgatási bíróság épületében (Tinghus) rendezik.